# 三塊厝 (臺中市大安區)
三塊厝，今又稱為三元莊，是臺灣臺中市大安區的一個傳統地域名稱，位於該區中部偏南。相較於今日行政區，其範圍大致為中東北部。

## 歷史
台灣清治末期，三塊厝地區為一街庄，稱為「三塊厝庄」，隸屬於苗栗三堡。該庄北與龜殼庄為鄰，東與牛埔庄為鄰，南邊為福興庄，西邊為中庄。
1901年（日明治三十四年）11月，全台廢縣廳改設二十廳，該庄隸屬於苗栗廳。1903年（明治三十六年）6月，該庄編入「十八庄區」，仍隸屬於苗栗廳。1909年（明治四十二年）10月，全台二十廳合併為十二廳，苗栗廳廢止，十八庄區改隸屬於臺中廳。1920年（大正九年），全台地方制度大改正，該庄改制為「三塊厝」大字，隸屬於臺中州大甲郡大安庄。
戰後大安庄改制為大安鄉，隸屬於臺中縣，大字亦改制為村。1950年10月，中、彰、投分治，大安鄉隸屬不變。2010年12月，隨著臺中縣、市合併為直轄臺中市，大安鄉改制為大安區，村亦改制為里。

## 聚落
本地區有三塊厝（三元莊）聚落。

## 交通
區道中16線（龜殼路）是下龜殼至牛埔子的道路，大致以西北—東南走向經過三塊厝地區東北部凸出部分的北部邊界。由該道路向西北可前往龜殼並止於區道中7線，向東南可前往牛埔與溪洲邊界地帶、牛埔與庄尾邊界地帶並止於牛埔極東點附近的區道中18線路口。
區道中17線（中松路）是松子腳至南埔的道路，大致以東北東—西南西走向到達本地區東南角後沿南部邊界而行，其後沿邊界轉東南東—西北西走向，再轉東北—西南走向於本地區南部邊界出境。由該道路向東北東可前往牛埔、溪洲、松子腳並止於市道132號路口，向西南經福興西北端進入中庄地區，至大安市區西側轉北北西再轉西可前往南庄、南埔並止於大甲溪北岸的南埔堤防道路路口。